# Wincentówek (Mazovie)
Pour les articles homonymes, voir Wincentówek.
Wincentówek (prononciation : [vint͡sɛnˈtuvɛk]) est un village polonais de la gmina de Leoncin dans le powiat de Nowy Dwór Mazowiecki de la voïvodie de Mazovie dans le centre-est de la Pologne.

## Histoire
De 1975 à 1998, le village appartenait administrativement à la voïvodie de Varsovie.